# Златан Златанов
Златан Стоянов Златанов е български юрист и политик от партия „Възраждане“. Народен представител в XLVIII народно събрание. Бил е дългогодишен младежки активист и председател на Студентския съвет на Русенския университет (1999 – 2004), председател на КС на Националното представителство на студентските съвети, председател на съвета на съдебните заседатели (2000 – 2005).

## Биография
Златан Златанов е роден на 31 януари 1979 г. в град Русе, Народна република България. Той е потомък на рода Матови от Струга. Син е на известния реставратор Стоян Йорданов-Тенкиса, реставрирал Народния театър, Свищовската академия, къщата на Калиопа и други обекти от национално културно значение. Завършва специалност „Право“ в Русенския университет.
През 2009 г. той оглавява Комитет за защита на животните в Русе. В знак на протест срещу тайно отравяните бездомни кучета организира стриптийз на момиче пред сградата на община Русе.
През февруари 2024 г. е избран за председател на Адвокатския съвет при Русенската адвокатска колегия.

## Политическа дейност

### Парламентарни избори през 2022 г.
На парламентарните избори през 2022 г. е кандидат за народен представител от листата на партия „Възраждане“, водач в 19 МИР Русе. Избран е за народен представител.